# أرض ماري بيرد
70°0′S 118°0′W / 70.000°S 118.000°W

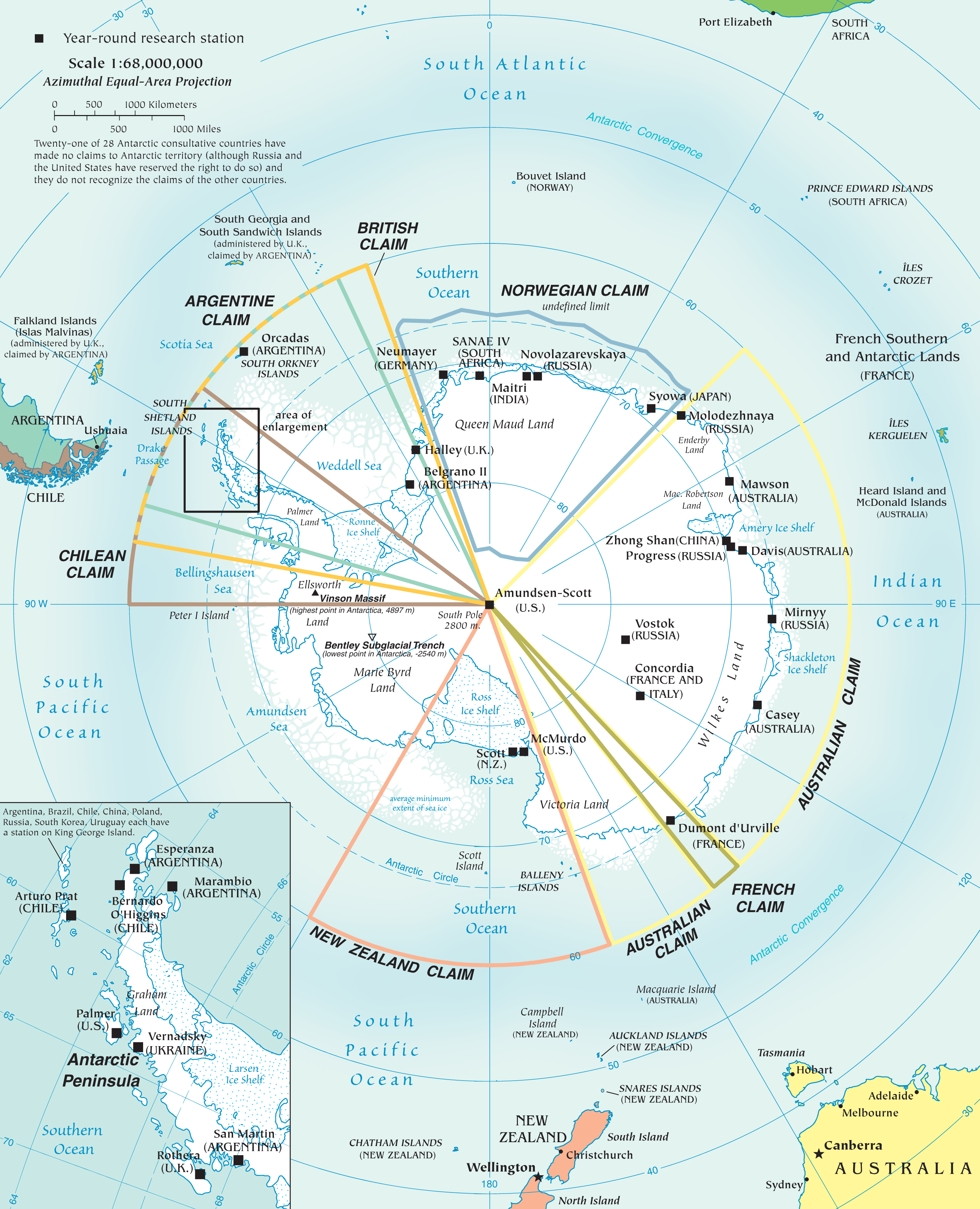
خريطة القارة القطبية الجنوبية, أرض ماري بيرد في أسفل اليسار بين نيوزيلندا ومطالبات شيلى

أرض ماري بيرد (بالإنجليزية: Marie Byrd Land)‏ هي منطقة بالقارة القطبية الجنوبية، تقع إلى الشرق من جرف روس الجليدي, وبحر روس, وجنوب المحيط الهادئ، تقع بين خطي طول 60 و م80 درجة جنوب خط الاستواء، وبين خطي عرض 20 و 60 درجة شرق خط غرينيتش. تمتد شرقا على خط بين رأس جرف روس الجليدي وEights Coast. اكتشفها ريتشارد بيرد، في عام 1929) ودعاها للولايات المتحدة.
بسبب موقعها النائي، حتى بمقاييس المنطقة القطبية الجنوبية، لم يطالب بها أي دولة ذات سيادة. حيث تبلغ مساحتها 1,610,000 كم² (بما في ذلك Eights Coast الواقع إلى الشرق مباشرة من أرض ماري بيرد). في عام 1939، أوعز الرئيس الأميركي فرانكلين روزفلت لأعضاء البعثة لخدمة القطب الجنوبي، على اتخاذ خطوات للمطالبة ببعض أنتاركتيكا باعتبارها أراضي أمريكية. وبالرغم من أن هذه الخطوات قد تم اتخاذها من طرف البعثة والبعثات اللاحقة، لكنها لم تاخذ الطابع الرسمي قبل عام 1959. عندما تم توقيع معاهدة أنتاركتيكا.

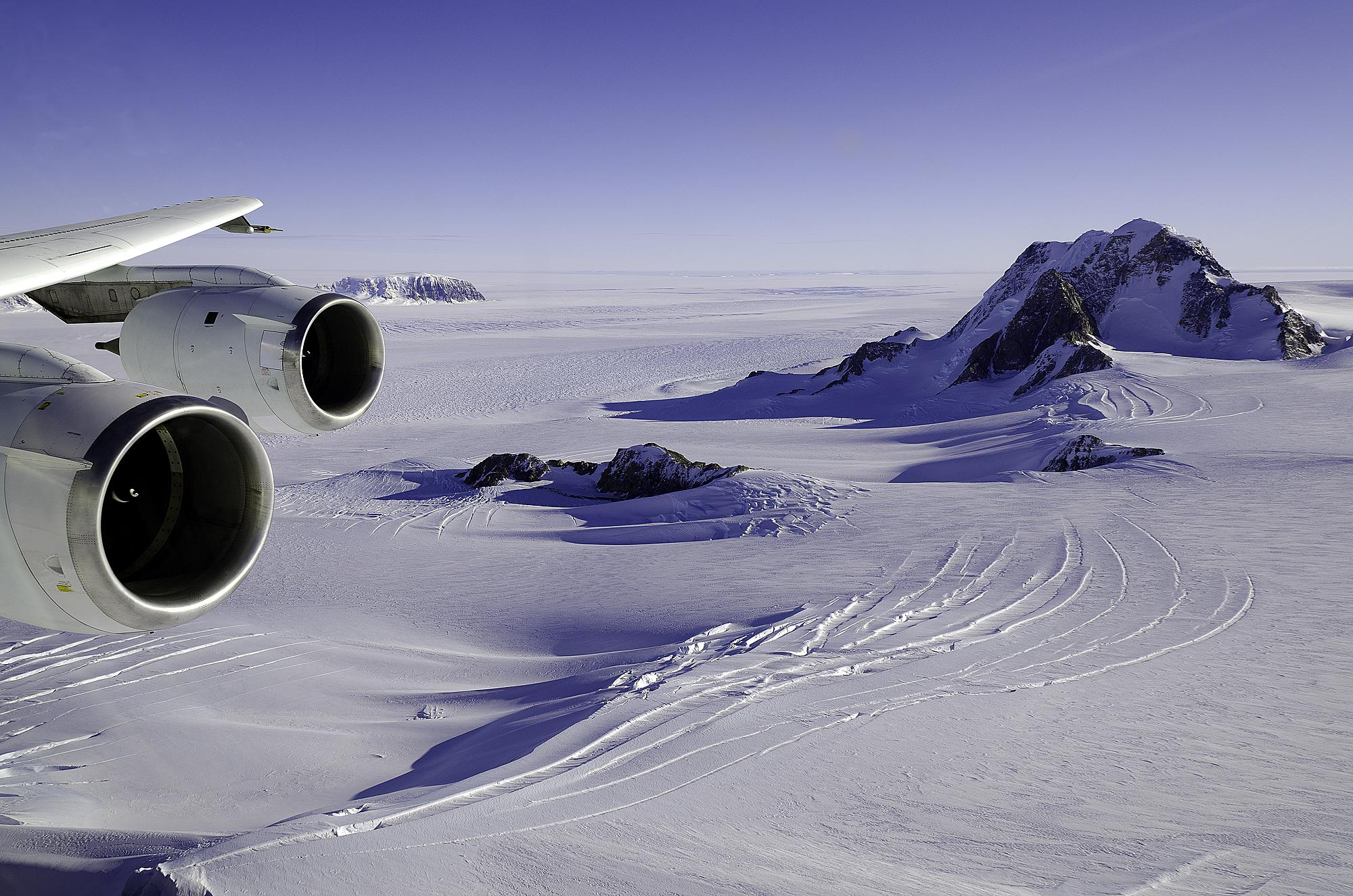
الأنهار الجليدية والنتوءات الصخرية في ماري بيرد شوهدت من طائرة ناسا دس سي-8 في 17 أكتوبر 2011

## خلفيّة
تُعتبر ماري بيرد لاند المنطقة التي لم يُطالب بها أحد والواقعة في أنتاركتيكا بمساحة 1,610,000 كيلومتر مربع (620,000 ميل2)، هي أكبر منطقة لم يطالب بها أحد على وجه الأرض. سميت على اسم زوجة ضابط البحرية الأمريكية ريتشارد إي بيرد، الذي استكشف المنطقة في أوائل القرن العشرين. تقعُ المنطقة في غرب أنتاركتيكا، شرق الجرف الجليدي روس وبحر روس وجنوب المحيط الهادئ، وتمتد شرقاً تقريباً إلى خط بين رأس روس الجرف الجليدي وساحل ثمانية تمتد بين 158 درجة غربا و 103 درجة 24 درجة غربا. يعتمد إدراج المنطقة الواقعة بين هضبة روكفلر وساحل ثمانية على استكشاف بيرد.

## ملخص
نظرًا لبعدها، حتى وفقًا لمعايير أنتاركتيكا، فإن معظم أراضي ماري بيرد (الجزء الشرقي من 150 درجة غربًا) لم تطالب بها أي دولة ذات سيادة وهي إلى حد بعيد أكبر منطقة لم يطالب بها أحد على وجه الأرض، وتبلغ مساحتها 1,610,000 كيلومتر مربع (620,000 ميل2) (بما في ذلك ساحل ثمانية، شرق ماري بيرد لاند مباشرة). في عام 1939، أصدر رئيس الولايات المتحدة فرانكلين دي روزفلت تعليماته لأعضاء بعثة خدمة أنتاركتيكا التابعة للولايات المتحدة لاتخاذ خطوات للمطالبة ببعض من القارة القطبية الجنوبية كأراضي تابعة للولايات المتحدة على الرغم من أنه يبدو أن هذا قد تم من قبل أعضاء هذه البعثات والبعثات اللاحقة، إلا أنه لا يبدو أنها قد تم إضفاء الطابع الرسمي عليها قبل عام 1959، عندما تم إنشاء نظام معاهدة أنتاركتيكا. أظهرت بعض المنشورات في الولايات المتحدة أن هذا إقليم تابع للولايات المتحدة في الفترة الفاصلة، وقد ذكرت وزارة الدفاع الأمريكية أن الولايات المتحدة لديها أساس متين لمطالبة القارة القطبية الجنوبية نتيجة لأنشطتها قبل عام 1959. الجزء الغربي من 150 درجة غربًا هو جزء من تبعية روس التي تطالب بها نيوزيلندا
تتميز خمس مناطق ساحلية مميزة، وهي مدرجة من الغرب إلى الشرق:
| الرقم | القطاع         | الحدود الغربية | الحدود الشرقية |
| ----- | -------------- | -------------- | -------------- |
| 1     | ساحل سوندرز    | 158 درجة 00W   | 146 ° 31W      |
| 2     | ساحل روبرت     | 146 ° 31W      | 136 درجة 50W   |
| 3     | ساحل هوبس      | 136 درجة 50W   | 127 درجة 35W   |
| 4     | ساحل باكوتيس   | 127 درجة 35W   | 114 ° 12W      |
| 5     | ساحل والجرين   | 114 ° 12W      | 103 ° 24W      |
|       | ماري بيرد لاند | 158 درجة 00W   | 103 ° 24W      |

ماري بيرد سي ماونت (70°0′S 118°0′W / 70.000°S 118.000°W) هو جبل بحري اسمه بالاشتراك مع ماري بيرد لاند. تمت الموافقة على الاسم في 6/88 (ACUF 228). 

## الاستكشاف
تم استكشاف ماري بيرد لاند لأول مرة من الغرب حيث يمكن الوصول إليها من بحر روس. شوهد الساحل الغربي البعيد لماري بيرد لاند من على سطح سفينة روبرت فالكون سكوت ديسكفري في عام 1902. أطلق على شبه الجزيرة المجاورة لبحر روس أرض الملك إدوارد السابع والنتوءات البارزة المتناثرة التي كانت على مرمى البصر، جبال الكسندرا. في عام 1911، أثناء رحلة القطب الجنوبي التي قام بها رولد أموندسن، قاد كريستيان بريسترود مجموعة مزلقة زارت هذه النتوءات المعزولة (نوناتاك) في المنطقة المتاخمة لبحر روس الشرقي وجرف روس الجليدي. في الوقت نفسه، هبطت أول بعثة استكشافية يابانية في القطب الجنوبي بقيادة نوبو شيراسي على شاطئ شبه الجزيرة.
كان دين سميث طيارًا أثناء التحليقات الجوية في عام 1929 مع أول رحلة استكشافية لريتشارد إي بيرد إلى القطب الجنوبي (1928-1930). نشأت من أمريكا الصغرى بالقرب من معسكر قاعدة أموندسن الأصلي فرامهايم في خليج الحيتان، مما أدى إلى اكتشاف جبال روكفلر ونطاقات إدسل فورد رانجز إلى الشرق. سمى بيرد المنطقة باسم زوجته ماري. قام فريق جيولوجي بقيادة إل جولد باستكشاف أجزاء من جبال روكفلر لفترة وجيزة. حدث أول استكشاف بري عميق خلال رحلة بيرد الثانية (1933-1935) عندما وصلت مجموعة مزلقة بقيادة بول سيبل وإفا وايد إلى أقصى الشرق مثل جبال فوسديك في عام 1934. اكتشف الاستكشاف الجوي الأراضي في أقصى الشرق على طول ساحل روبرت
بعثة بيرد الثالثة في أنتاركتيكا، وتسمى أيضا بعثة خدمة أنتاركتيكا الأمريكية، وقعت من 1939 إلى 1941. أنشأت هذه الحملة معسكرين قاعدتين 1,600 ميل (2,600 كـم) بعيدا. كانت القاعدة الغربية بالقرب من قاعدة ليتل أمريكا السابقة (68° 29، 163 5 57 ث) وكانت القاعدة الشرقية بالقرب من شبه جزيرة أنتاركتيكا في جزيرة ستونينجتون (68° 12، 67 0 03 ث). أدت رحلات الاستكشاف من هاتين القاعدتين إلى اكتشاف معظم مقاطعة ماري بيرد لاند البركانية (مثلا. نطاق اللجنة التنفيذية) وجزء كبير من المنطقة الساحلية بما في ذلك سواحل والغرين وهوبز وروبرت.  خلال الرحلة الاستكشافية، زارت الأطراف من القاعدة الغربية الشمال فورد رينجس والمنحدرات الجنوبية لجبال فوسديك.
شنت البحرية الأمريكية (USN) عدة رحلات استكشافية إلى القارة القطبية الجنوبية في الفترة من 1946 إلى 1959. تضمنت هذه الحملات (عملية الوثب العالي بقيادة آر إي بيرد وعمليّة الطاحونة وعمليّة العوق المتجمد) التصوير الجوي باستخدام نظام تريمتروغون للصور الجوية (الصور المائلة الرأسية واليسرى واليمنى فوق نفس النقطة) فوق أجزاء من الساحل ماري بيرد لاند.
بدأت البحريّة الأمريكية ببناء محطة بيرد عند 80 درجة جنوبا و 120 درجة غربا مع عبور من ليتل أمريكا 5 في 1956-1957 خلال ديب فريز 2. كانت هذه الجهود في وقت سابق للسنة الجيوفيزيائية الدولية (من يوليو 1957 إلى نهاية 1958) التي شهدت العديد من الجولات البرية الاستكشافية مع قطارات الجرارات (والجرافات المعدلة). ابتداءً من يناير 1957 قاد تشارلز آر بنتلي رحلة من أمريكا الصغيرة إلى محطة بيرد الجديدة على طول الطريق الذي أشعله مهندسو جيش الولايات المتحدة قبل بضعة أشهر (طريق الجيش والبحرية). أجرى فريقه قياسات لسمك الجليد والمجال المغناطيسي والجاذبية للأرض. في موسم الصيف التالي (1957-1958) قاد رحلة ثانية خارج محطة بيرد التي زارت براكين مقاطعة ماري بيرد البركانية للمرة الأولى. وصل العبور إلى جبال سينتينيل خلف شرق ماري بيرد لاند قبل العودة إلى محطة بيرد. قاد بنتلي اجتيازًا ثالثًا من محطة بيرد إلى جبال هورليك في 1958-1959. أدت هذه الرحلات الثلاثة إلى اكتشاف خندق بنتلي تحت الجليدي (بالإنجليزية: Bentley Subglacial Trench)‏، وهو فجوة صخرية عميقة بين جبال شرق القارة القطبية الجنوبية.
خلال الفترة من 1958 إلى 1960، تمت زيارة رحلات عدّة والعبور من محطة بيرد ورسم خريطة نطاق اللجنة التنفيذية تم نقل المحطّة في غرب ماري بيرد لاند في عامي 1964 و1965. بعد هذه الجهود، أجرت هيئة المسح الجيولوجي الأمريكية (USGS) مسوحات للأراضي لإنشاء سلسلة من النقاط المرجعية والمعايير في معظم أنحاء ماري بيرد لاند خلال الفترة 1966-1968.
أجرى مسح بيرد الساحلي للولايات المتحدة خلال الفترة 1966-1969، بقيادة فا وادي، رسم خرائط جيولوجية لجبال ألكسندرا وروكفلر ونطاقات فورد وأنتج سلسلة من 1: 250.000 خريطة جيولوجية للمنطقة. كانت هذه رحلة استكشافية معقدة تضمنت معسكرات طائرات الهليكوبتر البعيدة والجيوفيزياء المحمولة جواً. استكشفت العديد من البعثات الجيولوجية ماري بيرد لاند خلال الفترة 1978-1993. أجرى الجيولوجيون النيوزيلنديون مسحًا على شبه جزيرة فورد رينجز وإدوارد السابع في بعثتين، 1978-79  و1987 - 1988.  استكشاف مقاطعة ماري بيرد البركانية بجدية من قبل الجيولوجيين الأمريكيين في 1984-85. مشروع واف (استكشاف بركان غرب أنتاركتيكا)، ركّز على المقاطعة البركانية خلال الفترة 1989-1991. اكتشف مشروع سبرايت (البعثة التكتونية الدولية لحافة جنوب المحيط الهادئ)، مناطق ومحيط ساحل هوبز في 1990-1993. كان أعضاء كلا المشروعين من الولايات المتحدة وبريطانيا ونيوزيلندا. خلال صيف أوسترال من 1989-1990 و1990-1991، قام فريق جيولوجي من جامعة كاليفورنيا، سانتا باربرا (UCSB) باستكشاف العديد من السلاسل الجبلية داخل نطاقات فورد الشمالية في ماري بيرد لاند. جانوفيكس السابع  قامت بعثة متعددة الجنسيات بقيادة ألمانيا بزيارة شبه جزيرة إدوارد السابع في 1992-1993.
قاد الجيولوجيون في كولورادو كولدج بعثات إلى سلسلة جبال فورد في 1998-2001 (فورد رينجز)، 2005-2007 و2011-2013 (جبال فوسديك).[استشهاد منقوص البيانات] يمكن الاطلاع على الخريطة الجيولوجية لماري بيرد لاند على الإنترنت. تم تلخيص التاريخ الجيولوجي لماري بيرد لاند في غرب القارة القطبية الجنوبية في منشور صدر عام 2020.

## الاحتلال
استضافت ماري بيرد لاند قاعدة عملية التجميد العميق محطة بيرد (في الأصل عند 80 درجة جنوبا، 120 درجة غربا، أعيد بناؤها عند 80 درجة جنوبا، 119 درجة غربا)، ابتداء من عام 1957، في المناطق النائية لساحل باكوتيس كانت محطة بيرد هي القاعدة الرئيسية الوحيدة في المناطق الداخلية من غرب أنتاركتيكا لسنوات عديدة. في عام 1968، تم حفر اللب الجليدي الأول الذي يخترق الغطاء الجليدي في القطب الجنوبي بالكامل هنا. تم التخلي عن المحطة على مدار العام في عام 1972، وبعد تشغيلها لسنوات كمخيم صيفي مؤقت، بيرد سيرفيس كامب، أعيد فتح محطة بيرد من قبل برنامج الولايات المتحدة للقطب الجنوبي (USAP) في 2009-2010 لدعم العمليات في شمال غرب أنتاركتيكا. تقع محطة روسكايا الروسية على ساحل روبيرت في ماري بيرد لاند، والتي احتلت 1980-1990 وتستخدم أيضًا كمحطة صيفية فقط.
في 1998-1999، تم تشغيل معسكر في فورد رينجرز في غرب ماري بيرد لاند، لدعم جزء من مسح محمول جواً لبرنامج أنتاركتيكا بالولايات المتحدة (USAP) بدأه UCSB وبدعم من معهد جامعة تكساس للجيوفيزياء.
في 2004-2005، تم إنشاء معسكر كبير، ثوايتس (THW) بواسطة البحرية الأمريكيّة في حول 150 كيلومتر (93 ميل)، من أجل دعم مسح جيوفيزيائي كبير محمول جواً لشرق ماري بيرد لاند من قبل معهد جامعة تكساس للجيوفيزياء. في عام 2006، تم إنشاء معسكر رئيسي، وايز ديفيد (WSD) على الفجوة بين بحر روس وبحر أموندسن، في أقصى شرق ماري بيرد لاند، من أجل حفر نواة جليدية عالية الدقة على مدى السنوات الثلاث التالية. 
في عام 2018، تعاون ثويتس الجليدي الدولي بدأت. يستتبع البحرية, المحمولة جوا, والاستكشاف الجيوفيزيائي على الجليد الذي سيضيء شخصية جيولوجيا ماري بيرد لاند الصخرية وطبيعة الحدود الشرقية للمقاطعة.

## في الثقافة الشعبية
- ماري بيرد لاند هي موقع البؤرة الاستيطانية الجنوبية لأكاديمية براكبيل في رواية ليف غروسمان لعام 2009.

كانت محطة بيرد نموذجًا لقواعد أنتاركتيكا المنكوبة في:
- فيلم الرعب للمخرج جون كاربنتر بعنوان الشيء (1982)
- جيمس رولينزالعاشر سيجما فورس رواية الانقراض 6 (2014).[31][32]